# Wereldkampioenschappen schermen 1971
De 24ste wereldkampioenschappen schermen werden gehouden in Wenen, Oostenrijk van 4 tot 17 juli 1971. De organisatie lag in de handen van de FIE.

## Medailles

### Mannen
| Onderdeel   | Goud                                                                            | Goud        | Zilver                                                                              | Zilver      | Brons                                                                                  | Brons       |
| ----------- | ------------------------------------------------------------------------------- | ----------- | ----------------------------------------------------------------------------------- | ----------- | -------------------------------------------------------------------------------------- | ----------- |
| Degen       |                                                                                 |             |                                                                                     |             |                                                                                        |             |
| Individueel | Grigori Kriss                                                                   | Sovjet-Unie | Nicola Granieri                                                                     | Italië      | Rolf Edling                                                                            | Zweden      |
| Ploegen     | Csaba Fenyvesi Gyözö Kulcsár Zoltán Nemere Pál Schmitt                          | Hongarije   | Aleksej Nikantsjikov Viktor Modsalevski Sergej Paramonov Igor Valetov Grigori Kriss | Sovjet-Unie | Per Sundberg Rolf Edling Carl von Essen Hans Jacobson Orvar Jönsson                    | Zweden      |
| Floret      |                                                                                 |             |                                                                                     |             |                                                                                        |             |
| Individueel | Vasili Stankovitsj                                                              | Sovjet-Unie | Marek Dąbrowski                                                                     | Polen       | Leonid Romanov                                                                         | Sovjet-Unie |
| Ploegen     | Jean-Claude Magnan Bernard Talvard Christian Noël Daniel Revenu Bruno Boscherie | Frankrijk   | Witold Woyda Marek Dąbrowski Jerzy Kaczmarek Lech Koziejowski Adam Lisewski         | Polen       | Vasili Stankovitsj Leonid Romanov Anatoli Kotesjev Viktor Poetjatin Joeri Sjarov       | Sovjet-Unie |
| Sabel       |                                                                                 |             |                                                                                     |             |                                                                                        |             |
| Individueel | Michele Maffei                                                                  | Italië      | Jerzy Pawłowski                                                                     | Polen       | Viktor Sidjak                                                                          | Sovjet-Unie |
| Ploegen     | Mark Rakita Viktor Sidjak Edoeard Vinokoerov Vladimir Naslimov Viktor Basjenov  | Sovjet-Unie | Péter Bakony Tibor Pézsa Péter Marót Miklós Meszéna Tamás Kovács                    | Hongarije   | Mario Aldo Montano Rolando Rigoli Michele Maffei Cesare Salvadori Mario Tullio Montano | Italië      |

### Vrouwen
| Onderdeel   | Goud                                                                                         | Goud        | Zilver                                                                                    | Zilver    | Brons                                                                       | Brons    |
| ----------- | -------------------------------------------------------------------------------------------- | ----------- | ----------------------------------------------------------------------------------------- | --------- | --------------------------------------------------------------------------- | -------- |
| Floret      |                                                                                              |             |                                                                                           |           |                                                                             |          |
| Individueel | Marie-Chantal Demaille                                                                       | Frankrijk   | Ildikó Rejtő                                                                              | Hongarije | Ana Pascu                                                                   | Roemenië |
| Ploegen     | Galina Gorochova Jelena Novikova-Belova Aleksandra Zabelina Svetlana Tsjirkova Nadia Ivanova | Sovjet-Unie | Ildikó Rejtő Ildikó Schwarczenberger Ildikó Bobis Mária Szolnoki Judit Ágoston-Mendelényi | Hongarije | Krystyna Urbańska Halina Balon Elżbieta Franke Anna Rzymowska Barbara Szeja | Polen    |

## Medaillespiegel
| Plaats | Land        | Goud | Zilver | Brons | Totaal |
| 1      | Sovjet-Unie | 4    | 1      | 3     | 8      |
| 2      | Frankrijk   | 2    | 0      | 0     | 2      |
| 3      | Hongarije   | 1    | 3      | 0     | 4      |
| 4      | Italië      | 1    | 1      | 1     | 3      |
| 5      | Polen       | 0    | 3      | 1     | 4      |
| 6      | Zweden      | 0    | 0      | 2     | 2      |
| 7      | Roemenië    | 0    | 0      | 1     | 1      |
| Totaal | Totaal      | 8    | 8      | 8     | 24     |

1937 · 1938 · 1947 · 1948 · 1949 · 1950 · 1951 · 1952 · 1953 · 1954 · 1955 · 1956 · 1957 · 1958 · 1959 · 1961 · 1962 · 1963 · 1965 · 1966 · 1967 · 1969 · 1970 · 1971 · 1973 · 1974 · 1975 · 1977 · 1978 · 1979 · 1981 · 1982 · 1983 · 1985 · 1986 · 1987 · 1988 · 1989 · 1990 · 1991 · 1992 · 1993 · 1994 · 1995 · 1997 · 1998 · 1999 · 2000 · 2001 · 2002 · 2003 · 2004 · 2005 · 2006 · 2007 · 2008 · 2009 · 2010 · 2011 · 2012 · 2013 · 2014 · 2015 · 2016 · 2017 · 2018 · 2019 · 2022 · 2023